# 광저우 FC
광저우 FC(중국어: 广州足球俱乐部)는 중국 광둥성 광저우시를 연고로 하던 과거 프로 축구단이다. 광저우 에버그란데 타오바오(영어: Guangzhou Evergrande Taobao)라는 이름을 사용하기도 했으며 홈구장은 화두 경기장이었다.

## 역사
광저우 헝다의 전신은 1954년 6월에 창단된 중국 최초의 프로 축구팀인 중남 체육 대학 경기 지도과 축구단 백대(中南体院竞技指導科足球隊白隊, 약칭 중난바이두이(中南白隊))이다.
1993년 1월에 타이양선 그룹이 팀을 인수하면서 팀 이름을 광저우 타이양선(广州太陽神)으로 변경했다.
2006년에 광저우 의약 그룹이 팀의 스폰서를 맡으면서 팀 이름도 광저우 의약(广州医药)으로 변경되었다.
2008년 광저우 의약은 중국 슈퍼리그로 승격했으며 2009년에 슈퍼리그 9위를 차지했지만 승부 조작에 가담했다는 사실이 뒤늦게 밝혀져 2010년 2월 23일에 청두 셰페이롄과 함께 갑(甲)리그로 강등되었다.
2010년 3월 1일에 헝다 부동산개발이 팀의 스폰서를 맡으면서 팀 이름을 광저우 헝다(广州恒大)로 변경했다. 광저우 헝다는 2010년 3월 25일에 대한민국의 이장수 감독을 영입하였고, 2010년 10월 30일에 후난을 3-1로 꺾고 갑(甲)리그 우승을 차지하였다. 이로써 광저우 헝다는 17승 6무 1패로 다시 슈퍼리그로 승격되었다.
2011년 헝다 그룹이 클럽에 막대한 투자를 시작하며 브라질 세리 A MVP로 선정된 다리오 콩카, 대한민국 국가대표 출신 조원희를 비롯하여 자국의 유명 선수인 양하오, 펑샤오팅 등을 영입하였다. 이러한 투자는 한 시즌 만에 결실을 맺어 2011 시즌 승격 첫 해에 리그 우승 트로피를 들어올리는 성과를 거두었다.
2012년 상하이 선화, 광저우 푸리 등 다른 슈퍼 리그 클럽들과 경쟁적으로 선수 영입에 자금을 쏟아붓기 시작하며 루카스 바리오스, 황보원, 김영권 등의 영입을 확정짓고 마르첼로 리피 감독을 이장수의 후임으로 선임하였다.
2013년 광저우는 무리키, 다리오 콩카, 엘케손, 김영권으로 이루어지는 외국인 선수 라인업을 구축했으며, 시즌 첫 경기인 AFC 챔피언스리그 전북 현대 모터스와의 원정경기에서 5-1로 승리하며 파란을 일으켰다. 이 시즌 광저우는 중국 슈퍼리그, AFC 챔피언스리그에서 우승을 하며 더블을 기록했다.
모기업 헝다그룹의 파산으로 인한 채무 문제로 인해 2025년 중국 축구 협회와 중국 슈퍼리그가 제시하는 프로 축구 라이선스를 발급받지 못했고 당해 1월 6일 슈퍼리그 출전 포기 및 구단 해체를 발표했다.

## 역대 시즌
| 년     | 리그                | 순위   | 승점 | 전체 | 승 | 무승부 | 패 | 감독                                   |
| ------ | ------------------- | ------ | ---- | ---- | -- | ------ | -- | -------------------------------------- |
| 1994년 | 중국 갑급 A리그 1부 | 2위    | 27   | 22   | 11 | 5      | 6  | 저우수이안                             |
| 1995년 | 중국 갑급 A리그 1부 | 5위    | 28   | 22   | 7  | 7      | 8  | 저우수이안 장징톈                      |
| 1996년 | 중국 갑급 A리그 1부 | 7위    | 29   | 22   | 7  | 8      | 7  | 셰쯔광                                 |
| 1997년 | 중국 갑급 A리그 1부 | 8위    | 25   | 22   | 5  | 10     | 7  | 시안디시웅 마이 차오                   |
| 1998년 | 중국 갑급 A리그 1부 | 14위   | 20   | 26   | 4  | 8      | 14 | 마이 차오 천이밍                       |
| 1999년 | 중국 갑급 B리그 2부 | 8위    | 26   | 22   | 6  | 8      | 8  | 천이밍 자오 다유                       |
| 2000년 | 중국 갑급 B리그 2부 | 10위   | 25   | 22   | 6  | 7      | 9  | 지우두 호드리게스 저우수이안           |
| 2001년 | 중국 갑급 B리그 2부 | 4위    | 40   | 22   | 11 | 7      | 4  | 류캉 저우수이안                        |
| 2002년 | 중국 갑급 B리그 2부 | 11위   | 21   | 22   | 4  | 9      | 9  | 저우수이안 우친리                      |
| 2003년 | 중국 갑급 B리그 2부 | 3위    | 48   | 26   | 13 | 9      | 4  | 마이차오                               |
| 2004년 | 갑급리그            | 4위    | 52   | 32   | 12 | 16     | 4  | 마이차오                               |
| 2005년 | 갑급리그            | 4위    | 52   | 26   | 15 | 7      | 4  | 마이차오                               |
| 2006년 | 갑급리그            | 3위    | 48   | 24   | 15 | 3      | 6  | 치우성                                 |
| 2007년 | 갑급리그            | 우승   | 61   | 24   | 19 | 4      | 1  | 선샹푸                                 |
| 2008년 | 슈퍼리그            | 7위    | 40   | 30   | 10 | 10     | 10 | 선샹푸                                 |
| 2009년 | 슈퍼리그            | 9위    | 37   | 30   | 9  | 10     | 11 | 선샹푸                                 |
| 2010년 | 갑급리그            | 우승   | 57   | 24   | 17 | 6      | 1  | 이장수                                 |
| 2011년 | 슈퍼리그            | 우승   | 68   | 30   | 20 | 8      | 2  | 이장수                                 |
| 2012년 | 슈퍼리그            | 우승   | ·    | ·    | ·  | ·      | ·  | 마르첼로 리피                          |
| 2013년 | 슈퍼리그            | 우승   | ·    | ·    | ·  | ·      | ·  | 마르첼로 리피                          |
| 2014년 | 슈퍼리그            | 우승   | ·    | ·    | ·  | ·      | ·  | 마르첼로 리피                          |
| 2015년 | 슈퍼리그            | 우승   | ·    | ·    | ·  | ·      | ·  | 파비오 칸나바로 루이스 펠리피 스콜라리 |
| 2016년 | 슈퍼리그            | 우승   | ·    | ·    | ·  | ·      | ·  | 루이스 펠리피 스콜라리                 |
| 2017년 | 슈퍼리그            | 우승   | ·    | ·    | ·  | ·      | ·  | 루이스 펠리피 스콜라리                 |
| 2018년 | 슈퍼리그            | 준우승 | ·    | ·    | ·  | ·      | ·  | 파비오 칸나바로                        |
| 2019년 | 슈퍼리그            | 우승   | ·    | ·    | ·  | ·      | ·  | 파비오 칸나바로                        |

 * 리그의 권위는 슈퍼리그 (1부 리그) > 갑급리그 (2부 리그)

## 우승 기록

### 자국

#### 리그
- 중국 슈퍼리그

우승 (8): 2011, 2012, 2013, 2014, 2015, 2016, 2017, 2019
- 중국 갑급리그

우승 (2): 2007, 2010

#### 컵
- 중국 FA컵

우승 (2): 2012, 2016
- 중국 FA 슈퍼컵

우승 (2): 2012, 2016

### 국제 대회
- FIFA 클럽 월드컵
  - 4위 (2) : 2013, 2015
- AFC 챔피언스리그

우승 (2): 2013, 2015

## 역대 감독
| 감독                   | 임기        |
| ---------------------- | ----------- |
| 이장수                 | 2010 ~ 2012 |
| 마르첼로 리피          | 2012 ~ 2014 |
| 파비오 칸나바로        | 2014 ~ 2015 |
| 루이스 펠리피 스콜라리 | 2015 ~ 2017 |
| 파비오 칸나바로        | 2017 ~ 2021 |
| 살바 수아이            | 2023 ~ 2024 |